# Joseph Naudet
Pour les articles homonymes, voir Naudet.
Joseph Naudet, fils de Jean Baptiste Naudet, Sociétaire de la Comédie-française (1743-1830), est né le 8 décembre 1786 à Paris où il est mort le 12 août 1878, est un érudit et historien français, connu surtout pour ses travaux sur l'Empire romain et la littérature latine.

## Biographie
D'abord maître de conférences à l'École normale supérieure, il entre en 1817 au Collège de France comme suppléant d’Emmanuel Pastoret à la chaire de droit de la nature et des gens, puis, succédant à Pierre-François Tissot, il est titulaire de la chaire de poésie latine de 1821 à 1830. Il est inspecteur général de l'Instruction publique de 1830 à 1840, puis administrateur général de la Bibliothèque nationale de 1840 à 1858.
Auteur d'ouvrages et de mémoires historiques, Joseph Naudet est également éditeur et traducteur de Catulle, Horace, Lucain, Plaute, Salluste, Sénèque et Tacite. Il est aussi l'éditeur, avec Pierre Daunou, du vingtième volume du Recueil des historiens des Gaules et de la France, ainsi que de Nicomède de Corneille et de La Henriade de Voltaire.
Il est élu membre de l'Académie des inscriptions et belles-lettres en 1817 et de l'Académie des sciences morales et politiques en 1832. Il est secrétaire perpétuel de l'Académie des inscriptions et belles-lettres de 1852 à 1860.
Il est Grand-Officier de la Légion d'Honneur (1875).

## Choix de publications
- 1811 : Histoire de l'établissement, des progrès et de la décadence de la monarchie des Goths en Italie
- 1813 : Essai de rhétorique, ou Observations sur la partie oratoire des quatre principaux historiens latins
- 1815 : Conjuration d'Étienne Marcel contre l'autorité royale, ou histoire des États-Généraux de la France pendant les années 1355 à 1358
- 1817 : Des Changements opérés dans toutes les parties de l'administration de l'Empire romain, sous les règnes de Dioclétien, de Constantin et de leurs successeurs, jusqu'à Julien, 2 vol. Réédition : Elibron Classics, Adamant Media Corporation, 2001
- 1819 : De la Responsabilité graduelle des agents du pouvoir exécutif
- 1858 : De l'Administration des postes chez les Romains,
- 1863 : De la Noblesse et des récompenses d'honneur chez les Romains

## Iconographie et numismatique
- Joseph Osbach, Joseph Naudet, 1880, buste en marbre de acquis par l'État au Salon annuel 1880[2].
- Ponscarme François, graveur en médaille et Joseph Hubert, médailleurs : médaille avec relief dont au droit est retrouvé un buste de Joseph Naudet à droite[3].

### Sources
- Gustave Vapereau, Dictionnaire universel des contemporains, 1858, p. 1282
- Pierre Larousse, Grand Dictionnaire universel du XIXe siècle, vol. XI, 1874, p. 868